# Struktura organizacyjna brygady kawalerii narodowej
Struktura organizacyjna brygady Kawalerii Narodowej – etat brygady Kawalerii Narodowej
Etat brygady wprowadzony 8 października 1789 roku dla stutysięcznego wojska Obojga Narodów wyglądał następująco:
Sztab wyższy:
- brygadier – komendant – 1
- wicebrygadier – 1
- majorowie – 3

Razem –5

Sztab średni i niższy:	
- kwatermistrz – 1
- audytor – 1
- adiutanci – 2
- kapelan – 1
- sztabsfelczer – 1
- sztabsfurier – 1
- paukier – 1
- sztabstrębacz – 1
- wagenmajster – 1
- profos – 1
- konował – 1
- puszkarz – 1
- podprofos – 1

Razem –	14

Chorągwie:	
- rotmistrzowie	– 12 (bez gaży)
- porucznicy – 12
- podporucznicy – 12
- chorążowie – 12
- namiestnicy – 48
- namiestnicy sztandarowi – 12
- towarzysze – 768
- wachmistrze –	12
- furierzy – 12
- kaprale – 12
- trębacze – 24
- szeregowi – 768
- felczerzy – 12
- kowale – 12
- siodlarze – 12

Razem – 1800

Ogółem – 1819